# Unió Democràtica de Catalunya
Unió Democràtica de Catalunya (UDC, Kataloniens demokratiska union) var ett kristdemokratiskt parti i Katalonien, Spanien. Det var medlem av Europeiska folkpartiet och beskrev sig självt som nationalistiskt. Partiet bildades den 1931 och var 1979–2015 del av partikoalitionen CiU, den under perioden ledande politiska kraften i Katalonien. 2017 upplöstes partiet, som en följd av politisk splittring och ekonomiska skulder.

## Historik

### Bakgrund och under Franco
UDC bildades 7 november 1931,:2 som ett katalanistiskt parti med kristdemokratisk inriktning. Efter Francos seger i spanska inbördeskriget förbjöds partiet,:51 och den största delen av dess ledande gestalter gick i landsflykt – antingen till Frankrike eller till Portugal.
Efter 1941 arbetade vissa partimedlemmar för att på sikt återskapa partirörelsen genom olika sorters katalanska aktiviteter. Det kunde röra sig om kurser i Kataloniens historia eller att ta aktiv del i den underjordiska oppositionsrörelse (inklusive Consell Nacional de la Democràcia Catalana, 'Nationella rådet för den katalanska demokratin') mot Franco som började ta form 1944. Två av tidens ledande "UDC"-aktivister var Maurici Serrahima och Josep Benet, och de var involverade när man 1957 bildade Federació Nacional d'Estudiants de Catalunya (FNEC, 'Nationella studentförbundet i Katalonien') och Solidaritat d'Obrers Cristians de Catalunya (SOCC, 'Solidaritetsföreningen för Kataloniens kristna arbetare').
På 1960-talet samarbetade man med medlemmar av den kristna katalanska organisationen Crist Catalunya och med Jordi Pujol i olika kulturella och politiska manifestationer. Samtidigt som partiet åter kunde börja verka mer öppet, medverkade man i bildandet av systerpartier – kristdemokratiska partier med katalanskspråkig bakgrund – i Valenciaregionen och Balearerna. 1976 arrangerade man sin femte partikongress, den första sedan 1936.:51

### Demokratiska övergången, CiU och EU
Vid 1977 års allmänna spanska val, de första efter Francos död, ingick partiet i den tillfälliga partikoalitionen Unió del Centre i la Democràcia Cristiana de Catalunya. Efter att man bara vunnit två platser i Spaniens parlament splittrades partiet i två delar, genom att 300 partiaktivister lämnade för att bilda Centristes de Catalunya-UCD.
1979 bestämde UDC för att tillsammans med CDC (bildad av ovannämnde Jordi Pujol) bilda den mer fasta partikoalitionen Convergència i Unió. CiU har därefter deltagit i alla Spaniens parlamentsval, liksom alla regionala parlamentsval i Katalonien fram till och med 2012. Partikoalitionen kommit att dominera katalansk politik, ibland utmanat av PDC – den regionala representanten för Spanska socialistiska arbetarpartiet. CDC har dock i regel varit den större av de båda partierna i koalitionen, och CDC:s partiledare har oftast lett Katalonien som dess president (Jordi Pujol 1980–2003, Artur Mas 2010–).
Däremot har personer från UDC ofta fungerat som talman i Kataloniens parlament. Detta gäller Miquel Coll i Alentorn (1984–88), Joaquim Xicoy i Bassegoda (1988–95), Joan Rigol i Roig (1999–2003) och Núria de Gispert i Català (2010–).
Sommaren 2015 hade UDC 10 platser i Kataloniens parlament (av de 50 som valdes in på CiU-mandat), 6 av 16 CiU-platser i Spaniens deputeradekongress, 3 av 13 CiU-platser i Spanska senaten samt 1 plats i Europaparlamentet. Inom Europaparlamentet var UDC en av grundarmedlemmarna av Europeiska folkpartiet.

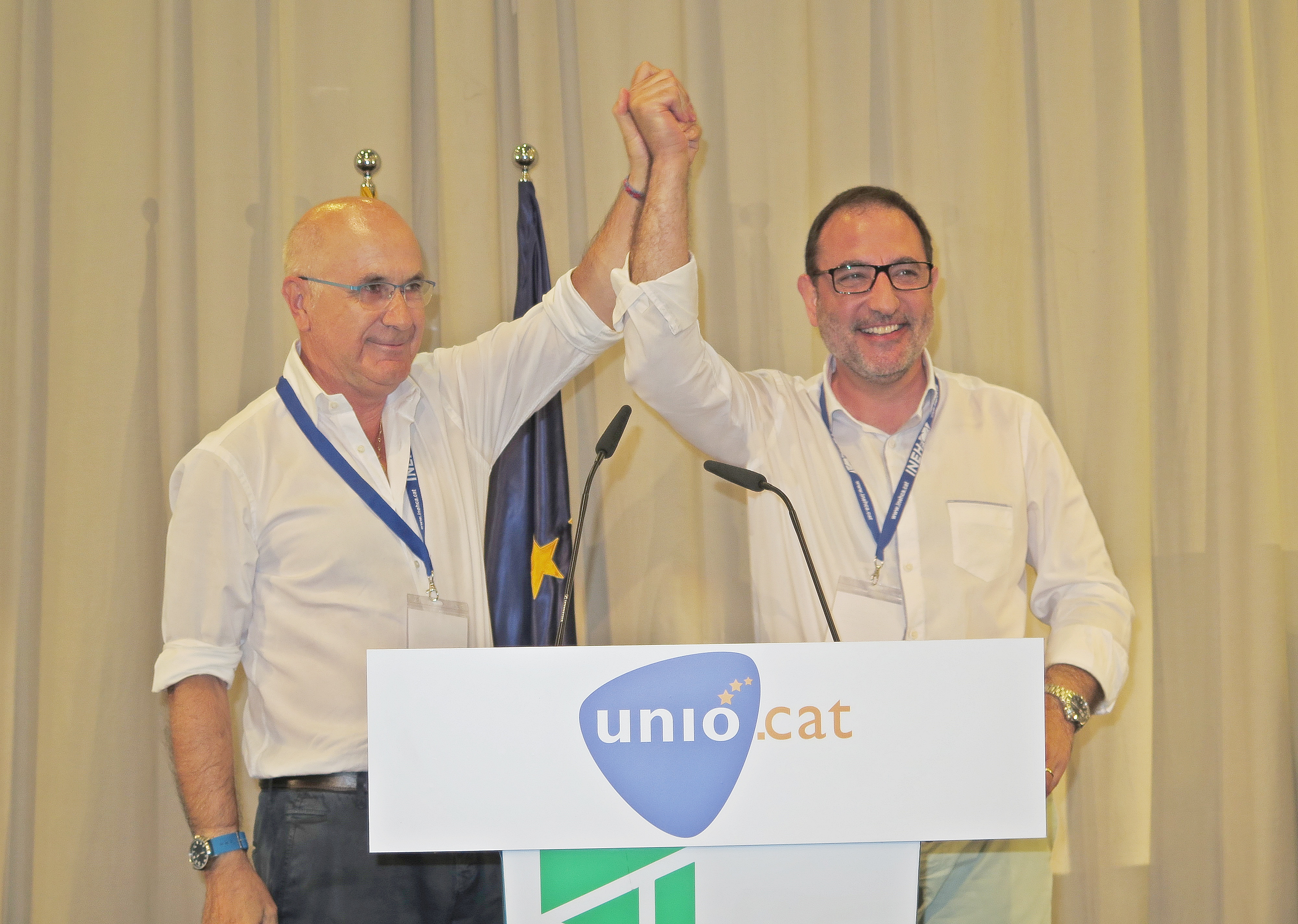
Josep A. Duran och Ramon Espadaler vid 2015 års framtidskongress i UDC (19 juli 2015, efter upplösningen av CiU).

### CiU:s upplösning, motgångar
Vid 2015 års spanska kommunalval (maj) gick CiU dock kraftigt tillbaka i de flesta kommunala församlingar. CiU:s regionstyre uttalade sig samtidigt för att låta september månads katalanska regionval regionförsamlingen kopplas till en folkomröstning om självständighet för Katalonien. Detta innebar dock en avgörande spricka inom partifederationen CiU, där UDC-delen av federationen efter en intern omröstning (med 51 procents majoritet) bestämde sig för att motsätta sig den här starkt formulerade politiken i riktning mot full katalansk självständighet.
Därefter beslöt CiU att tills vidare upplösa sin federation, vilket även innebar en ombildning av den katalanska regionregeringen. Inför regionvalen i september förklarade partiet att man ville satsa på dialog (gentemot Spanien), till skillnad mot den mer oförsonliga hållning som man ansåg företräddes av övriga katalanistiska partier.
I september månads katalanska regionalval gick man starkt tillbaka och förlorade alla sina tidigare mandat. En motsvarande tillbakagång kom även i december månads spanska parlamentsval, och även där förlorades alla mandat. I januari 2016 informerade Josep A. Duran om att han skulle träda tillbaka som partiledare, efter 29 år på posten. Två månader senare meddelades att partiets finanser var i dåligt skick, med 19 miljoner euro i skuld, och att man sökte en uppgörelse med sina kreditorer för att kunna undvika en konkurs. Ramon Espadaler var nu ny partiledare.
I mars 2017 beslöt man att låta upplösa partiet. UDC hade ingen representation i några viktigare politiska församlingar, och skuldberget på drygt 22 miljoner euro sågs som omöjligt att betala. Därefter har vissa av de tidigare UDC-aktiva synts inom andra politiska partier; Espadaler valdes 2017 till ledamot av Kataloniens parlament som kandidat för Kataloniens socialistparti (PSC).

## Partiledare från 1977[11]
- 1977–80: Miquel Coll i Alentorn
- 1980–82: Joaquim Xicoy
- 1982–84: Josep A. Duran
- 1984–86: Concepció Ferrer
- 1986–87: Francesc Borrell
- 1987–2016: Josep A. Duran
- 2016–2017: Ramon Espadaler